# Щербинецька сільська рада
Щербине́цька сільська́ ра́да — адміністративно-територіальна одиниця та орган місцевого самоврядування в Новоселицькому районі Чернівецької області. Адміністративний центр — село Щербинці.

## Загальні відомості
- Населення ради: 835 осіб (станом на 2001 рік)

## Населені пункти
Сільській раді підпорядковані населені пункти:
- с. Щербинці

## Склад ради
Рада складається з 14 депутатів та голови.
- Голова ради: Бабич Петро Федорович
- Секретар ради: Сімак Зінаїда Петрівна

### Керівний склад попередніх скликань
| Прізвище, ім'я, по батькові | Основні відомості                                   | Дата обрання | Дата звільнення |
| --------------------------- | --------------------------------------------------- | ------------ | --------------- |
| Бабич Петро Федорович       | Сільський голова, 1970 року народження, освіта вища | 26.03.2006   | 31.10.2010      |
| Бабич Петро Федорович       | Сільський голова, 1970 року народження, освіта вища | 31.10.2010   |                 |

Примітка: таблиця складена за даними сайту Верховної Ради України

### Депутати
За результатами місцевих виборів 2010 року депутатами ради стали:

#### За суб'єктами висування
| Суб'єкт висування             | Кількість обраних депутатів | %    |
| ----------------------------- | --------------------------- | ---- |
| Самовисування                 | 13                          | 92,9 |
| Політична партія «Фронт Змін» | 1                           | 7,1  |

#### За округами
| № округу                      | Прізвище, ім'я, по батькові  | Дата визнання обраним | Освіта             | Партійна приналежність              | Відомості про обраного депутата                   |
| ----------------------------- | ---------------------------- | --------------------- | ------------------ | ----------------------------------- | ------------------------------------------------- |
| Політична партія «Фронт Змін» |                              |                       |                    |                                     |                                                   |
| 12                            | Сімак Зінаїда Петрівна       | 03.11.2010            | середня спеціальна | член Політичної партії «Фронт Змін» | Щербенецька сільська рада, секретар               |
| Самовисування                 |                              |                       |                    |                                     |                                                   |
| 1                             | Процюк Людмила Іванівна      | 03.11.2010            | середня спеціальна | позапартійна                        | Щербенецька сільська рада, головний бухгалтер     |
| 2                             | Рахмістров Іван Миколайович  | 03.11.2010            | середня спеціальна | позапартійний                       | Щербинецький навчально-виховний комплекс, вчитель |
| 3                             | Паладій Світлана Вікторівна  | 03.11.2010            | середня спеціальна | позапартійна                        | КУ ФАП «Щербинці», завідувачка                    |
| 4                             | Кітар Зоя Валентинівна       | 03.11.2010            | вища               | позапартійна                        | Фороснянська сільська рада, головний бухгалтер    |
| 5                             | Бідяк Галина Володимирівна   | 03.11.2010            | середня спеціальна | позапартійна                        | Щербинецький навчально-виховний комплекс, вчитель |
| 6                             | Юрчук Тетяна Миколаївна      | 03.11.2010            | середня спеціальна | позапартійна                        | КУ «Клуб», завідувачка клубу                      |
| 7                             | Славінський Родіон Федорович | 10.01.2011            | вища               | позапартійний                       | Новоселицький держспецлісництво АПК               |
| 8                             | Гуцуля Іван Якович           | 03.11.2010            | вища               | позапартійний                       | Щербинецький навчально-виховний комплекс, вчитель |
| 9                             | Ванзяк Людмила Іванівна      | 03.11.2010            | середня спеціальна | позапартійна                        | Щербенецька сільська рада, спеціаліст             |
| 10                            | Літвін Тетяна Володимирівна  | 03.11.2010            | вища               | позапартійна                        | Щербинецький навчально-виховний комплекс, вчитель |
| 11                            | Мельник Наталія Павлівна     | 03.11.2010            | вища               | позапартійна                        | Щербинецький навчально-виховний комплекс, вчитель |
| 13                            | Місюра Людмила Анатоліївна   | 03.11.2010            | вища               | член Партії регіонів                | Щербинецький навчально-виховний комплекс, вчитель |
| 14                            | Кіцен Ольга Іванівна         | 03.11.2010            | незакінчена вища   | позапартійна                        | Бібліотека, бібліотекар                           |